# Zarszyn (gmina)
Zarszyn [ˈzarʂɨn] (en ukrainien: Заршин, Zarshyn) est une commune rurale de la voïvodie des Basses-Carpates et du powiat de Sanok. Elle s'étend sur 105,96 km2 et comptait 9 154 habitants en 2004.
Elle se situe à environ 15 kilomètres à l'ouest de Sanok et à 50 kilomètres au sud de Rzeszów, la capitale régionale.

## Histoire
Les plus anciennes traces de peuplement humain dans cette région viennent du plus jeune âge de pierre (5000 - 1700 ans av. J.-C.). Ceux-ci comprennent outils en pierre découverts à Odrzechowa et Pielnia. De l'âge de bronze vient le "Trésor de bronze" trouvé à Zarszyn (colliers, brassards, épingles, perles). L'ère du fer est représentée par de nombreuses pièces de monnaie (y compris de Jaćmierz), objets du quotidien importés d'Europe du Sud. Ils témoignent de l'existence d'une route commerciale qui traverse la Terre Sanocka. L'intensification des processus de colonisation a lieu au XIIIe siècle, alors que depuis le XIVe siècle, les premières mentions historiques de certaines villes de la commune actuelle viennent.

## Gouvernance
Vogt (en polonais Wójt Gminy ) - Chef de la commune, originalité de Zarszyn est depuis un quart de siècle dr inż. Andrzej Betlej.